# Eumenes bollii
Eumenes bollii (лат.) — вид одиночных ос из семейства Vespidae. Выделяют два подвида: E. b. ehrenbergi и E. b. oregonensis.

## Распространение
Эндемики Неарктики. Встречаются в Северной Америке: Канада, США, Мексика.

## Описание
Длина переднего крыла самок 11—13 мм (самцы не исследованы). Скапус усиков, лапки и голени рыжеватые. Этот вид легко отличить от всех других североамериканских сородичей ржаво-жёлтыми отметинами на скапусе и мезосоме. Eumenes smithii (известный из Северной Каролины, Теннесси, Миссури) сходен, но имеет тонкий поперечный передний киль и имеет только очень короткие волоски на 1-м сегменте метасомы. Биология малоисследована. Строит грязевые гнезда, прикрепленные к растительности.